# Aliezo
Aliezo es una localidad española del municipio de Cillorigo de Liébana, perteneciente a la comunidad autónoma de Cantabria.

## Geografía
La localidad está situada en la comarca de Liébana. Se encuentra a 300 m s. n. m. y dista unos trescientos metros de Tama, la capital municipal. 

## Historia
Hacia mediados del siglo XIX, el lugar, ya por entonces perteneciente a Cillorigo de Liébana, tenía contabilizadas diecisiete casas. Aparece descrito en el segundo volumen del Diccionario geográfico-estadístico-histórico de España y sus posesiones de Ultramar de Pascual Madoz con las siguientes palabras:

ALIEZO: ald. ó barrio en la prov. de Santander, part. jud. de Potes, ayunt. y valle de Cillorigo: es uno de los de que se compone el conc. de San Sebastian: sit. á lo largo de un arroyo que corre por un valle estrecho y profundo: con 17 casas algo separadas. Compone parr. con el barrio de Tama, en el que esá la igl. bajo la advocacion de Ntra. Sra. de los Angeles: el curato es de presentacion gentilicia, y tienen voto todos los que prueben oriundez del conc. de San Sebastian: el beneficiado reside en Aliezo, donde hay una ermita dedicada á San Roque, cuya fiesta, lo mismo que la de la parr., se celebra en romeria, aquella el dia del Santo, y esta el de la Vírgen de Agosto. La pobl. y contr. se hallarán en San Sebastian.
(Madoz, 1845, p. 8)

En 2023, la entidad singular de población, encuadrada dentro de la entidad colectiva del concejo de San Sebastián, tenía empadronados 78 habitantes y el núcleo de población, también 78.

## Patrimonio
Hay en la localidad una ermita de San Roque.